# Barbingant
Barbingant (werkzaam ca. 1470) was een componist uit de Nederlandse school. Zijn carrière is niet gedocumenteerd.
Van deze door Johannes Tinctoris vermelde componist van onbekende herkomst, die tot in de jaren 1960 met Jacobus Barbireau verward werd, staat één werk met zekerheid bekend: de Missa 'Terribilment'.
Hem is ook het chanson Au travail suis toegeschreven, dat Johannes Ockeghem, aan wie het ook wordt toegeschreven, verwerkt heeft in zijn Missa 'Au travail suis'.
- Gemeinsame Normdatei: 122703928
- Library of Congress Control Number: no97049770
- MusicBrainz: 177c74e2-a08e-49a4-8156-0885558a2c85
- Virtual International Authority File: 79803281
- WorldCat: E39PBJcgrvF4tFmpDrT4vgdPcP